# Sten Pålsson
Sten "Pålle" Pålsson, född 4 december 1945, är en svensk före detta fotbollsspelare (anfallare) som spelade i Gais mellan 1968 och 1981. Han spelade 19 matcher (5 mål) för svenska landslaget och var med i Sveriges trupp i VM 1970. 

## Karriär
Pålsson inledde sin karriär i bohuslänska Stångenäs AIS och fortsatte i Kungshamns IF innan han inför säsongen 1968 värvades till Gais. Pålsson var liten, bara 169 centimeter lång, men han var en snabb och outslitlig lagspelare, som år efter år dominerade i offensiven och ännu i slutet av karriären sprang ifrån sina yngre motståndare. Han hade dessutom teknik och spelsinne så att det räckte och blev över. I Gais bildade han ett fruktat anfallspar med Hasse Johansson och blev intern skyttekung i Gais fyra gånger: 1968, 1971, 1976 och 1978.
Sedan Gais hade missat allsvenskan med minsta möjliga marginal 1980 varvade Pålsson ner i Grebbestads IF 1981 – men blev övertalad till en comeback redan hösten 1981, när Gais var på väg ner i division III. Han lyckades dock inte rädda klubben kvar i tvåan, och efter sammanlagt 293 matcher och 79 mål för Gais återvände han till Grebbestad. Kuriöst nog fick han 1982 därför möta just Gais i division III, och Grebbestad lyckades ta tre av fyra poäng efter 3–1 hemma och 0–0 borta. I Grebbestad spelade Pålsson sedan ända till 1988 innan han slutade, nästan 43 år gammal.

### Minnesvärda matcher
Bland Pålssons minnesvärda matcher i Gaiströjan märks en match mot bottenlaget IF Saab i allsvenskan 1973. Det stod 0–0 med fem minuter kvar då Saabs målvakt Lars Agnetoft stod med bollen och försökte få tiden att gå, när "Pålle" plötsligt dök upp, nickade bollen ur händerna på honom och slog in 1–0. I en annan match, ett höstderby mot Örgryte IS i division II 1978, gjorde Pålsson 1–0 på frispark, men Öis vände till 2–1 och hade kontroll på matchen. Mitt i Öis-pressen slog Pålsson en hörna direkt i mål – 2–2 – och sedan fälldes Hasse Johansson i straffområdet. Pålsson satte straffen och vände med sitt hattrick matchen till seger.

### Utmärkelser
Sten Pålsson fick tidningen GT:s pris Kristallkulan som Västsveriges bästa fotbollsspelare tre gånger, åren 1971, 1972 och 1980. Han tilldelades också tre Hedersmakrillar som Gais bäste spelare, åren 1970, 1971 (med hela laget) och 1978. År 1971 fick Pålsson utmärkelsen Stora grabbars och tjejers märke.

### I landslaget
Pålsson debuterade i svenska landslaget i september 1968, i en vänskapslandskamp mot Finland. Han togs ut i Sveriges trupp i VM 1970 och blev inbytt en kvart från slutet i matchen mot Israel (1–1). Totalt spelade han 19 matcher för landslaget (5 mål) mellan 1968 och 1974.